# 諏訪 (多摩市)
諏訪（すわ）は、東京都多摩市の地名。現行行政地名は諏訪一丁目から諏訪六丁目。郵便番号は206-0024。

## 地理
多摩市東部に位置し、多摩ニュータウン内にある住宅街。

### 隣接地区
- 聖ヶ丘(北東)
- 馬引沢(北東)
- 貝取(北西)
- 乞田(北西)
- 永山(南西)

### 特色
- 市内の小学校の統廃合が最も多いエリアとしても知られる。
- 商店街もあり、フェイスブックも開設されている。
- 京王バス・神奈中バスが移動手段となっている。
- 分譲団地の一つであった諏訪二丁目住宅の老朽化により、日本最大級のマンション建替えが行われた「ブリリア多摩ニュータウン」[4]がある。

## 歴史

### 地名の由来
連光寺の小字諏訪越、諏訪坂および諏訪神社が由来。

### 沿革
|  | この節の加筆が望まれています。 |

- 1970年10月1日（昭和45年）連光寺、乞田、関戸の一部を諏訪二、四、五丁目として新設。
- 1975年1月1日（昭和50年）連光寺、乞田、関戸の一部を諏訪一、三丁目として新設。

## 世帯数と人口
2018年（平成30年）1月1日現在の世帯数と人口は以下の通りである。
| 丁目       | 世帯数    | 人口     |
| ---------- | --------- | -------- |
| 諏訪一丁目 | 2,005世帯 | 4,244人  |
| 諏訪二丁目 | 1,635世帯 | 3,714人  |
| 諏訪三丁目 | 495世帯   | 1,077人  |
| 諏訪四丁目 | 1,110世帯 | 2,063人  |
| 諏訪五丁目 | 416世帯   | 724人    |
| 計         | 5,661世帯 | 11,822人 |

## 小・中学校の学区
市立小・中学校に通う場合、学区は以下の通りとなる。
| 丁目       | 番地                  | 小学校               | 中学校               |
| ---------- | --------------------- | -------------------- | -------------------- |
| 諏訪一丁目 | 全域                  | 多摩市立北諏訪小学校 | 多摩市立諏訪中学校   |
| 諏訪二丁目 | 5番地 12～14番地      | 多摩市立北諏訪小学校 | 多摩市立諏訪中学校   |
| 諏訪二丁目 | その他                | 多摩市立諏訪小学校   | 多摩市立諏訪中学校   |
| 諏訪三丁目 | 1～5番地              | 多摩市立諏訪小学校   | 多摩市立諏訪中学校   |
| 諏訪三丁目 | その他                | 多摩市立北諏訪小学校 | 多摩市立諏訪中学校   |
| 諏訪四丁目 | 18～22番地 24〜25番地 | 多摩市立北諏訪小学校 | 多摩市立諏訪中学校   |
| 諏訪四丁目 | その他                | 多摩市立諏訪小学校   | 多摩市立諏訪中学校   |
| 諏訪五丁目 | 全域                  | 多摩市立諏訪小学校   | 多摩市立諏訪中学校   |
| 諏訪六丁目 | 2～5番地              | 多摩市立諏訪小学校   | 多摩市立諏訪中学校   |
| 諏訪六丁目 | その他                | 多摩市立聖ヶ丘小学校 | 多摩市立聖ヶ丘中学校 |

## 施設
- 諏訪幼稚園
- 諏訪小学校
- 北諏訪小学校
- 諏訪中学校
- 多摩消防署